# Kute Reje (Terangun)
Kute Reje is een bestuurslaag in het regentschap Gayo Lues van de provincie Atjeh, Indonesië. Kute Reje telt 173 inwoners (volkstelling 2010).